# Flavio Urso
Flavio Urso (in latino Flavius Ursus; fl. 337-338) è stato un militare e politico romano.
Polemio fu console nel 338, sotto l'imperatore Costanzo II. È stato suggerito che la nomina di Urso e del suo collega Polemio a consoli per il 338 sia stata in qualche modo una ricompensa all'esercito, di cui erano generali, per il sos
tegno dato a Costanzo in occasione delle purghe del 337, che avevano eliminato i pretendenti al trono dopo la morte di Costantino I.